# Lipo (agrume)
Hybride
Parent A de l'hybridation 
  Citrus paradisi 
×

Parent B de l'hybridation 
  Citrus x limon 
Classification phylogénétique
Lipo est une obtention horticole italienne d'agrume hybride, comestible et décorative. La plante et le fruit sont des curiosités d'amateurs.

## Dénomination
Lipo accole Li de Limone (citron en italien) et Po de pompelmo (Citrus × paradisi Macfad. le grapefruit américain). Nom dont qui évoque une généalogie discutable.
Il est aussi nommé Limone Imperiale (d'où son nom en anglais Imperial lemon) ce qui introduit une double confusion:
- avec le Limone Imperiale décrit chez les classiques depuis le XVIIIe siècle avant la description des premiers Citrus paradisi américains en 1830. En 1726, Paolo Bartolomeo Clarici décrit un Limone Imperiale à «fruit long et épais de médiocre proportion au goût agréable, à pulpe douce, abondante et tendre, avec une amertume gracieuse et légèrement mordante»[2], description reprise par le Muséum en 1813: «Limonier impérial. Limone imperiale. Limoun gros. Fruits oblongs, arrondis, terminés par un mamelon allongé, d'un jaune clair; leur écorce est rugueuse, très-épaisse; la pulpe, divisée en dix loges, contient un suc acide avec quelques semences. Dans nos jardins»[3]. Il en va de même en anglais où Imperial lemon est décrit en 1815 comme un citron with very large fruit[4].
- avec le citron de Rocca Impériale dont la marque Limonre nomme son fruit Limone Imperiale[5].

Mapo est une obtention comparable mais à partir d'une MAndarine et d'un POmelo.

## Histoire
Cette plante est apparue dans les années 1970 en Italie où elle est exclusivement commercialisée. Elle entre dans la collection de Kew Gardens en 1982.

## Description
Le fruit est gros et allongé: 10 à 15 cm de diamètre avec une forme doublement mamelonnée à la base et à l'apex. La pulpe jaune est juteuse, moins acide que celle du citron et avec l'amertume du pamplemousse C. paradisi.
Il évoque le citron ponderosa américain aux origines probablement italiennes et dont il est démontré qu'il a une hérédité uniquement pamplemoussier (C. maxima) x cédratier (C. medica).